# Laserograf
Laserograf – przyrząd służący do wypalania za pomocą promieniowania laserowego oznaczeń lub napisów na powierzchniach przedmiotów metalowych, ceramicznych i innych. Działanie przyrządu polega na ogniskowaniu promieniowania laserowego na oznaczonej powierzchni, które w miejscu skupienia wypala materiał.